# Функција индикатор
У математици, функција индикатор или карактеристична функција је функција дефинисана на скупу {\displaystyle X}, која означава припадност елемента подскупу {\displaystyle A} од {\displaystyle X}.
Индикатор функција подскупа {\displaystyle A} скупа {\displaystyle X} је функција
{\displaystyle \mathbf {1} _{A}:X\to \lbrace 0,1\rbrace \,}
дефинисана као
{\displaystyle \mathbf {1} _{A}(x)=\left\{{\begin{matrix}1&{\mbox{ako}}\ x\in A,\\0&{\mbox{ako}}\ x\notin A.\end{matrix}}\right.}
Ајверсонове заграде дозвољавају следећу нотацију: {\displaystyle [x\in A]}.